# 千鳥ヶ淵公園

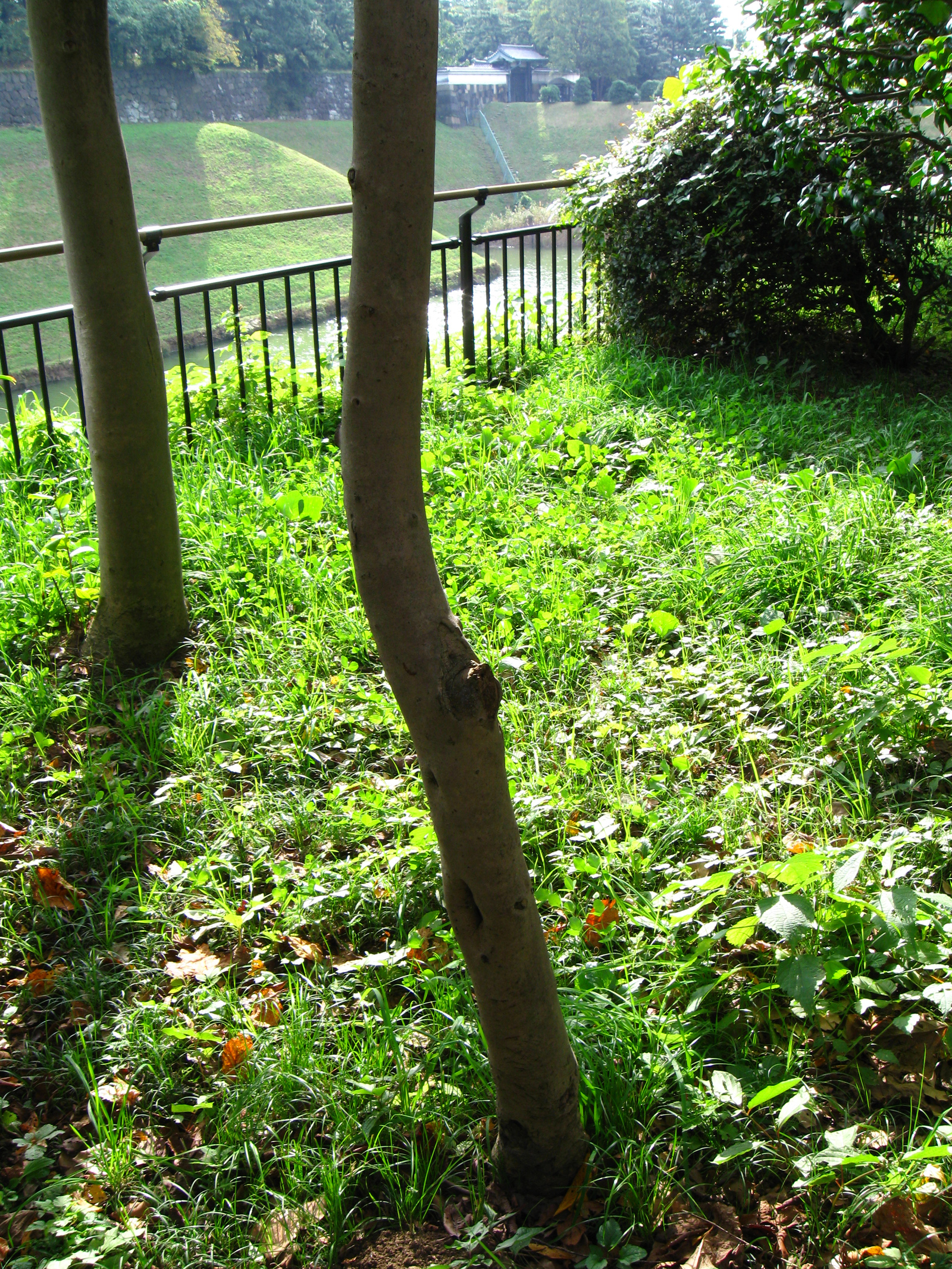
半蔵濠を一望できる

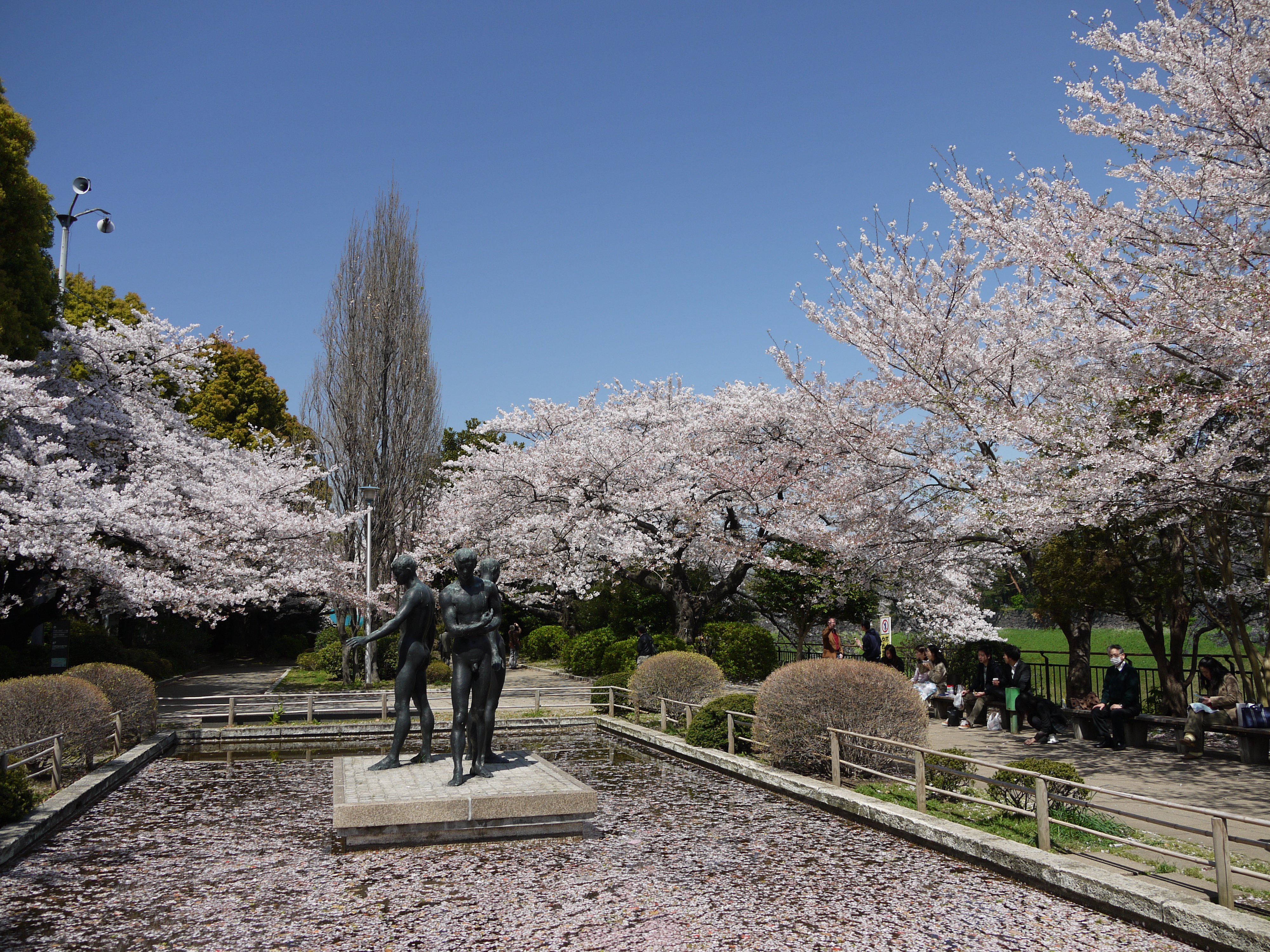

千鳥ヶ淵公園（ちどりがふちこうえん）は東京都千代田区に所在し、千代田区が管理する公園である。半蔵門公園とも呼ばれる。

## 概要
1919（大正8）年に明治期の市区改正事業の一環として開園した。内堀通りと皇居の半蔵濠に面し、半蔵門から千鳥ヶ淵交差点までの間が公園となっている。南北約450m、東西約20mと細長い形をしており、お堀側では皇居と、内堀通り側では駐日英国大使館と向かい合っている。
千鳥ヶ淵一帯は桜の名所として有名で、桜の季節になると千鳥ヶ淵公園にも大勢の花見客が訪れる。

## アクセス
東京メトロ半蔵門線 半蔵門駅より徒歩5分